# سیارک ۱۷۰۴۶
سیارک ۱۷۰۴۶ (به انگلیسی: 17046 Kenway، نامگذاری:1999FM33) هفده هزار و چهل و ششمین سیارک کشف شده‌است که در ۱۹ مارس ۱۹۹۹ کشف شد.
قدر مطلق سیارک برابر ۱۸.۶ است.